# San Silvestre Barcelonesa
La San Silvestre Barcelonesa, oficialmente Sant Silvestre Barcelonesa - Sant Cugat es una carrera atlética de carácter popular, de 10 kilómetros de recorrido, que tiene lugar el 31 de diciembre de cada año (día de San Silvestre) en la localidad barcelonesa de San Cugat del Vallés. Empezó a disputarse en 1999, en un circuito urbano en las calles de Barcelona. En 2004 tomó el nombre de Cursa dels Nassos y en 2010 se trasladó a San Cugat del Vallés, adoptando su denominación actual.
La carrera está organizada por el Club Atlètic Barcelonès en colaboración con el Ayuntamiento de San Cugat.
En la carrera pueden inscribirse tanto atletas federados como no federados, y de todas las edades. Además de los participantes con mejores tiempos, se premia también a participantes mejor disfrazados.

## Historia
A imagen y semenjanza de otras carreras populares disputadas el último día del año, la Sant Silvestre Barcelonesa nació por iniciativa del entonces director técnico del Club Natació Montjuïc, Domingo López. Simbólicamente, se eligió como fecha para su primera edición el último día del milenio, el 31 de diciembre de 1999, aunque el milenio realmente acabó un año más tarde, el 31 de diciembre de 2000. En esta primera edición participaron 1.710 atletas.
En 2005 adoptó la denominación de Cursa dels Nassos en referencia al personaje de la tradición catalana que hace su aparición el último día del año. En la edición de 2009 —que sería la última disputada en la ciudad condal— tomaron la salida cerca de 9.000 participantes.
En 2010 surgieron discrepancias entre el Ayuntamiento de Barcelona y el director técnico y creador de la prueba, Domingo López, que acusó al consistorio de "querer apropiarse de la iniciativa y cambiarle el nombre". En consecuencia, López llegó a un acuerdo con el ayuntamiento del vecino municipio de San Cugat del Vallés, para trasladar allí la carrera, recuperando el nombre original de Sant Silvestre Barcelonesa - Sant Cugat, al tener registrada la marca. Al mismo tiempo, se fundó el Club Atlètic Barcelonès, que asumió la organización de la prueba. En la primera edición disputada en la localidad vallesana tomaron parte 1.505 atletas.
Por su parte, el Ayuntamiento de Barcelona ha seguido organizando la carrera de San Silvestre en las calles de la capital catalana con el nombre de Cursa dels Nassos.